# Chiesa di San Francesco (Castiglion Fiorentino)
La chiesa di San Francesco è un edificio di culto cattolico che si trova nella piazza omonima a Castiglion Fiorentino.

## Storia e descrizione
Dal 1256 i francescani cominciarono a costruire un convento ed una chiesa sul colle detto del Paradiso, che tra 1250 e 1260 fu inglobato da una nuova cinta muraria, e sul quale dal 1114 esisteva la chiesa di San Salvatore, probabilmente almeno in parte riutilizzata. La chiesa fu ampliata verso oriente nel XV secolo e fu dotata di un soffitto ligneo a carena rovesciata, distrutto però nel XIX secolo. Più tardi, nel 1606, fu costruito il campanile, poi rifatto in epoca moderna dopo l'abbattimento di quello originario perché pericolante. Tra 1611 e 1627 fu realizzato il chiostro.
La facciata, con un semplice portale con caratteri ancora romanici, si alleggerisce nella parte superiore con la presenza di una slanciata bifora sormontata da un piccolo oculo subito sotto il profilo timpanato. Nella lunetta, l'altorilievo in terracotta, raffigurante San Francesco che parla alle tortore selvatiche è del castiglionese Antonio Brogi, collocato nel 1946.
L'impianto è quello tipico delle chiese degli ordini mendicanti: una vasta navata, con copertura a capanna, che si innesta in un breve transetto dove si aprono tre cappelle voltate a crociera. Alle pareti, oggi nude, ma probabilmente un tempo affrescate, sono addossati altari cinque-seicenteschi. 
In controfacciata sono due interessanti monumenti funebri tardo cinquecenteschi, della stessa bottega, o dello stesso autore, non ancora identificato: uno di Bernardino Roncioni che morì nel 1587, corredato da un affresco anonimo coevo con l'Assunzione della Vergine e il committente. L'altro invece fatto realizzare da Lorenzo Agosti per la moglie Valentina Marzo morta nel 1591, anch'esso con un affresco raffigurante, con interessante iconografia, Gesù in Gloria, la Vergine, San Francesco, una nobildonna (probabilmente la stessa Valentina Marzo), e una bambina (la figlia?). 
Al primo altare destro si trova la Vocazione di San Matteo di Salvi Castellucci, eseguito non molto dopo il 1650. Al secondo altare è un'altra tela secentesca con la Madonna col Bambino e Santi francescani, ancora anonima. In fondo alla parete detra è un bel bancone ligneo del XVIII secolo.  
Nel transetto destro, l'altare secentesco è opera di Filippo Berrettini, all'interno del quale, in una nicchia, è conservata la statua in legno di sorbo intagliata e dipinta raffigurante Gesù catturato nell'orto degli ulivi, eseguita da Sallustio Lombardi nel 1651 per la Compagnia di Sant'Antonio presso questa chiesa.
L'altare maggiore, realizzato in marmi di vari colori, è del XVII secolo. Il coro dietro l'altare è settecentesco. 
Nel transetto sinistro è una bella cantoria in pietra del XVI secolo, sormontata da un organo settecentesco. 
Alla parete sinistra, al secondo altare, del Crocifisso, si trova la Crocifissione di Francesco Morandini detto il Poppi, commissionata nel 1594 da un tale Moscado Onesti, come si legge nell'epigrafe. Accanto ad essa, al primo altare, è la Madonna col Bambino e Santi di Giorgio Vasari, eseguita nel 1548 per fra' Mariotto da Castglion Fiorentino. 
Dal transetto sinistro si può accedere ad un ambiente decorato con un affresco rappresentante una Madonna del Latte, opera tardo trecentesca di un artista dell'ambiente di Spinello Aretino e con una Pietà germanica del XV secolo. Da qui si può passare nel chiostro secentesco, sebbene di gusto ancora rinascimentale, articolato su due ordini: quello inferiore ad arcate, quello superiore a loggia architravata. Nelle lunette dell'ordine inferiore sono affreschi secenteschi nelle lunette, raffiguranti venticinque episodi della vita di San Francesco realizzati tra 1629 e 1636 da Giovanni Pelliccioni da Colle(val d'Elsa), pittore allievo di Alessandro Casolani operante a Castiglione, finanziati con il contributo delle famiglie nobili castiglionesi rappresentate dai loro stemmi.
Nel chiostro è anche, accanto al portale quattrocentesco, un'edicola all'interno della quale è un affresco quattrocentesco con una Madonna in trono col Bambino, opera di un artista non ancora identificato.